# 張九賢
张九贤（？—？），本名张九重，举乡试后改名，字共甫，號桐一，山东济南府历城县军籍。

## 生平
九贤幼师刘敕，力学。万历二十五年（1597年）丁酉科山东乡试第三十九名举人，萬曆四十一年（1613年）登癸丑科進士，殿试三甲一百八十五名，工部觀政，四十二年授山西绛县知县，有惠政，四十三年调汾阳县，报最，天啓五年（1625年）擢刑部主事。时神宗怠政，廷臣党势已成，九贤无所依附，俄退居林下，与同乡方守地、殷象贤饮酒斗诗羊湖山以卒。

## 家族
其先枣强县人，迁于县东雁山。曾祖张琛。祖父张璉。父张光善，儒官。